# Взаимоотношения правительств Западной и Надднепрянской Украины в преддверии Акта Злуки

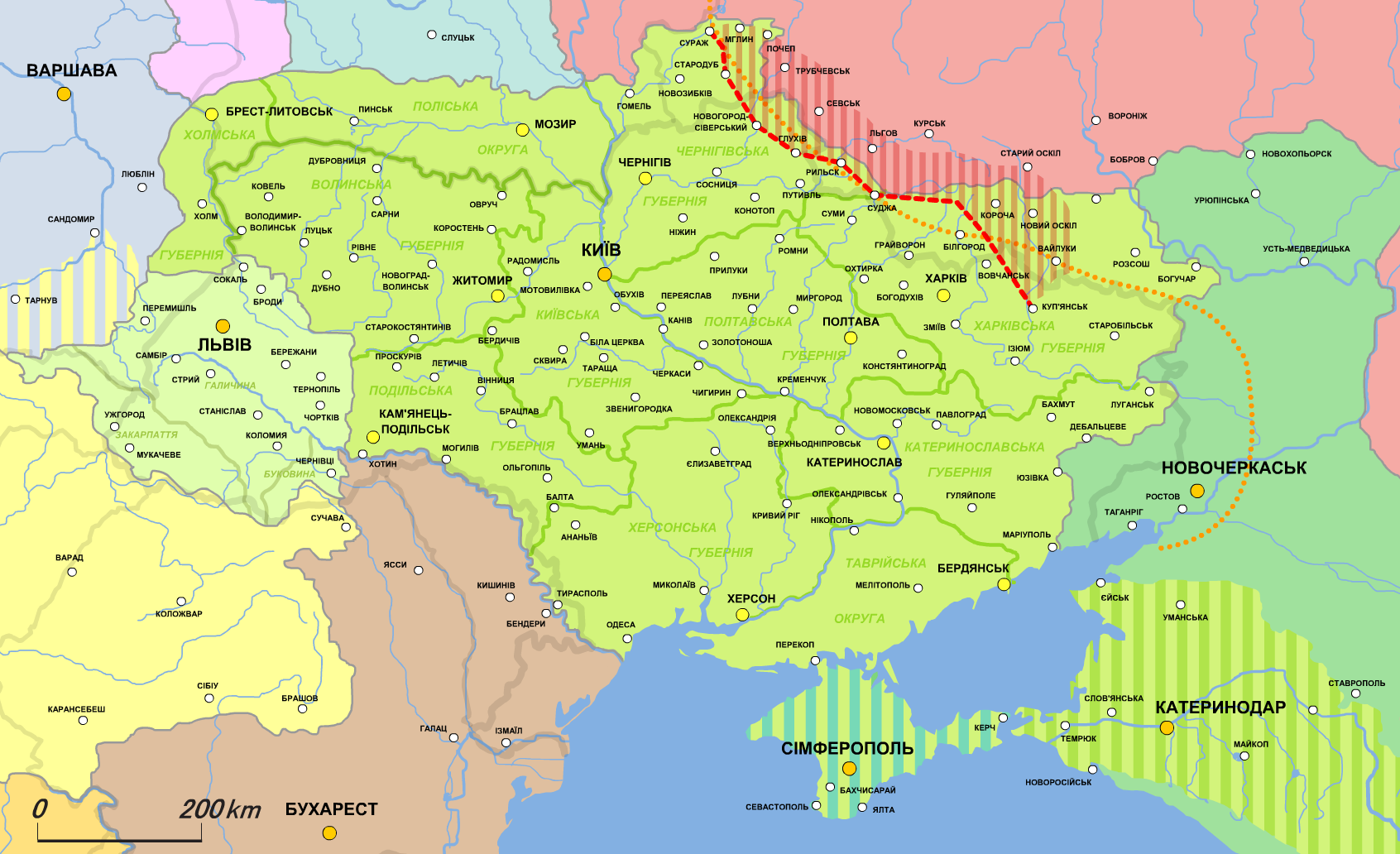
Украинская держава, в дальнейшем — Украинская Народная Республика
Западно-Украинская Народная Республика

Западно-Украинская Народная Республика (ЗУНР) была провозглашена 1 ноября 1918 года в связи с распадом Австро-Венгрии. Её первым официальным дипломатическим контактом с Надднепрянской Украиной стала поездка делегации Назарчука и Шухевича в Киев, которой были начаты переговоры о воссоединении Украины и оказании военной помощи Галицкой армии.

## Военная и дипломатическая поддержка

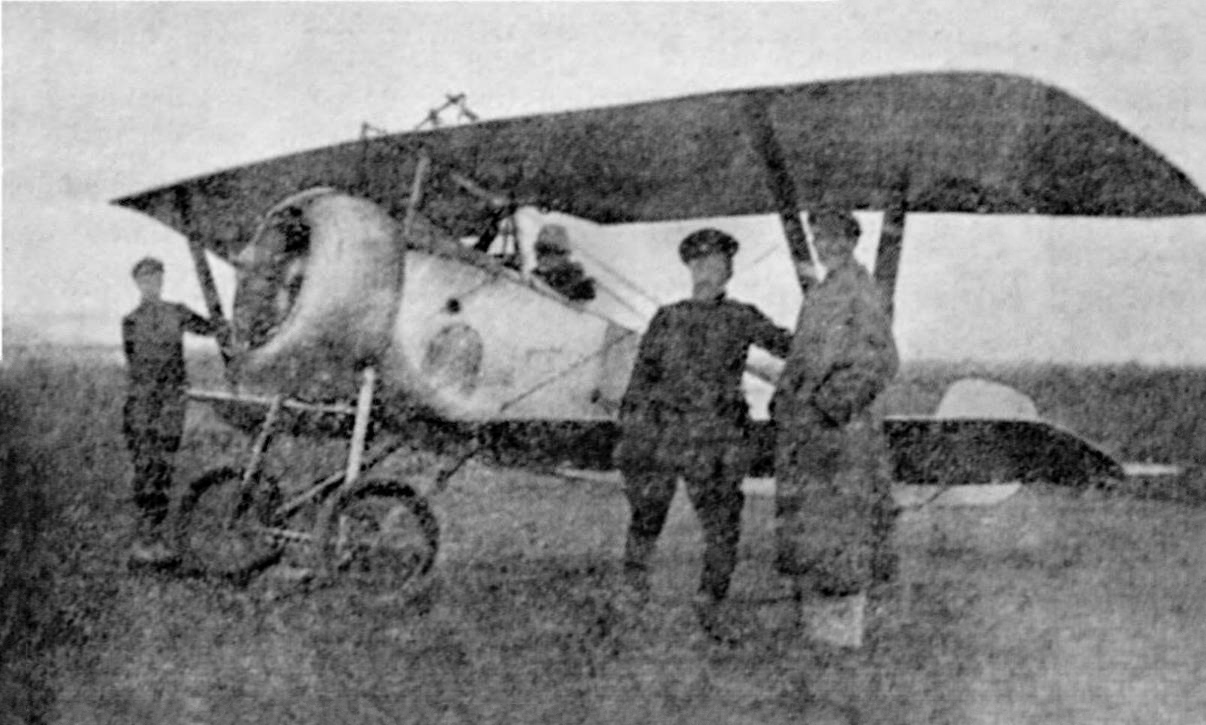
«Nieuport-17» Галицкой армии. Красное, начало 1919 года

После провозглашения независимости ЗУНР автоматически оказалась в состоянии войны с Польшей, в связи с этим Украинская держава (а после неё — Украинская Народная Республика) начала оказывать ей военную поддержку. На помощь Галицкой армии были направлены: отдельный отряд им. И. Гонты под командованием атамана Андрея Долуда (насчитывал от 45 до 67 бойцов, прибыл во Львов 13 ноября 1918 года), автопанцирный дивизион группы Сечевых Стрельцов (насчитывал 5 бронетранспортёров, прибыл 14 ноября 1918 года), отряд полковника Кравчука, 1-я самостоятельная Козятинская бригада (в состав входили 2 пехотных полка, артиллерийская батарея и дивизион кавалерии — вместе около 3400 бойцов), 3-я сотня Одесского авиадивизиона (состояла из 6 самолётов (1 «Nieuport» и 5 российских самолётов), 6 боевых старшин, 6 подстаршин-механиков и 9 рядовых, прибыла в Красное 16 декабря 1918 года), около 70 генералов и офицеров были откомандированны непосредственно в её состав. Кроме того, армии ЗУНР начала оказываться материальная поддержка. Так от правительства Скоропадского ей было выделено 6 000 000 карбованцев и 10 000 000 австрийских крон, несколько вагонов одежды, обуви и сахара, поставлено 20 000 винтовок, 80 000 000 патронов, 80 пушек и 20 самолётов; к 26 декабря 1918 года во Львов было направленно 2 транспорта, первый из которых содержал 1 200 000 патронов и 2000 винтовок, второй — 1 590 000 патронов, винтовки и пушки; также известно, что со II Днепровской дивизией должен был прибыть транспорт с 9000 винтовок, 1 броневиком, 1 вагоном резины, 60 000 сигнальных ракет, 150 лентами для пулемётов; к 27 декабря 1918 года через Подволочиск было перевезено 5 000 000 патронов; к январю 1919 года Директория УНР организовала поставки тёплой одежды, к концу января 1919 года на Галичину было доставлено 30 вагонов одежды и тёплого белья. Также, с провозглашением ЗУНР, Украинская держава начала оказывать материальную поддержку её дипломатическим представителям.

## Подготовка и провозглашение Акта Злуки

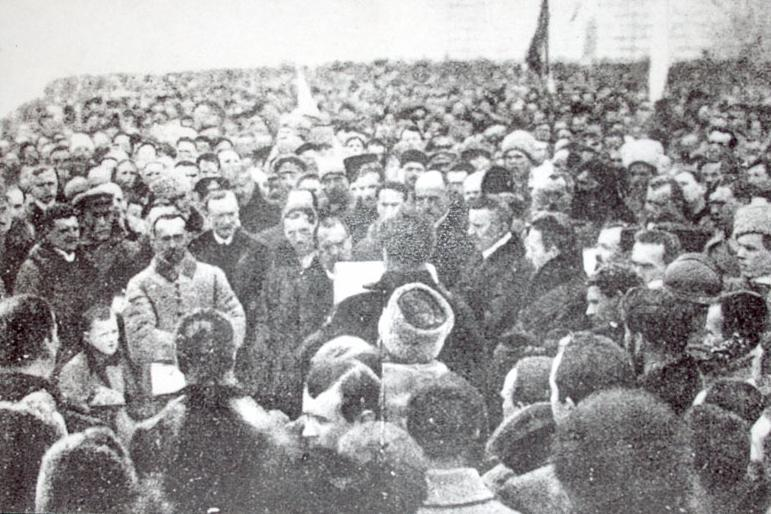
Торжественное оглашение Акта Злуки на
Софийской площади. Киев, 22 января 1919 года

Сразу же по провозглашении независимости Украинским национальным советом ЗУНР было инициировано объединение Украины. Им была направлена делегация во главе с Назаручуком и Шухевичем для переговоров с Гетманом Украины Павлом Скоропадским, которая в дальнейшем продолжила их с пришедшей к власти Директорией Украинской Народной Республики. 1 декабря 1918 года в Фастове между УНР и ЗУНР был заключён предвступительный договор про последующее объединение двух республик в единое государство, 3 января 1919 года Украинский национальный совет ЗУНР в Станиславове ратифицировал его и направил делегацию в количестве 65 человек во главе со Львом Бачинским и отдельную комиссию для ведения переговоров с правительством УНР, а 22 января 1919 года Директория УНР издала универсал провозглашающий создание единой и независимой УНР, в тот же день в торжественной обстановке об этом было оглашено на Софийской площади Киева. 23 января 1919 года Акт Злуки был ратифицирован Трудовым конгрессом Украины, в состав которого было введено 48 делегатов от ЗУНР (в состав Президиума был введён член УСДП Семён Витык), Директории УНР было предоставлено право верховной власти и возложена обязанность применять все средства для защиты государства, в её состав вводился представитель Западной Украины, Западно-Украинская Народная Республика была преобразована в Западную область Украинской Народной Республики, которая получила территориальную автономию, в будущем предвидится созыв Учредительного собрания.

## Документы этого периода
- Предвступительный договор между Западно-Украинской Народной Республикой и Украинской Народной Республикой о последующей Злуке обеих республик в единое большое государство от 1 декабря 1918 года[1];
- Акт злуки Украинской Народной Республики и Западно-Украинской Народной Республики от 22 января 1919 года[1].